# Sofyan Amrabat
Sofyan Amrabat (arabisch سفيان أمرابط, DMG Sufyān Amrābaṭ; * 21. August 1996 in Huizen, Niederlande) ist ein marokkanisch-niederländischer Fußballspieler. Der Mittelfeldspieler ist aktuell von der AC Florenz an Fenerbahçe Istanbul verliehen und ist marokkanischer Nationalspieler.

## Karriere

### Vereine
Amrabat hatte mit dem Fußballspielen in seiner Geburtsstadt Huizen bei HSV De Zuidvogels begonnen, bevor er 2007 zum FC Utrecht wechselte, rund 30 Kilometer südlich seiner Heimat. Nachdem er im Oktober 2014 erstmals im Profikader gestanden hatte, debütierte er im November 2014 in der Eredivisie, als er am elften Spieltag der Saison 2014/15 gegen Vitesse Arnheim in der 83. Minute für Kristoffer Peterson eingewechselt wurde.
Zu Saisonende hatte Amrabat vier Ligaeinsätze zu Buche stehen. Nachdem er auch in der Saison 2015/16 nur sieben Ligaspiele absolviert hatte, wurde er in der Saison 2016/17 Stammspieler und kam so auf 31 Spiele. Ein Tor schoss er bei keinem seiner Ligaeinsätze. Da er mit dem FC Utrecht die Saison auf dem vierten Platz beendet hatte, folgten nun noch vier Qualifikationsspiele um einen Platz in der Europa League. Beim ersten dieser Spiele, einem 3:1-Sieg in Heerenveen, erzielte er das 1:0. Letztendlich gelang Utrecht die Qualifikation für die Europa League, beim entscheidenden letzten Spiel gegen Alkmaar war er jedoch schon nicht mehr mit dabei, da er zu diesem Zeitpunkt bereits bei der marokkanischen Nationalmannschaft war, die drei Tage später in Marrakesch gegen die Mannschaft seines Geburtslands Niederlande antrat; bei dem Spiel kam er jedoch nicht zum Einsatz.
Zur Saison 2017/18 wechselte er zum Ligakonkurrenten Feyenoord Rotterdam, bei dem er einen bis Juni 2021 gültigen Vertrag erhielt. Hier kam er in der Gruppenphase der Champions League auch zu seinen ersten Europapokaleinsätzen. Bei der 1:3-Niederlage beim SSC Neapel erzielte er in der Nachspielzeit das Ehrentor für seine Mannschaft.
Am 24. August 2018 unterschrieb Sofyan Amrabat einen Vierjahresvertrag beim FC Brügge. Knapp ein Jahr später wurde er an den in der italienischen Serie A spielenden Verein Hellas Verona verliehen. Im Januar 2020 wurde er von der AC Florenz verpflichtet. Diese verlieh ihn weiter an Hellas Verona.
Im September 2023 verlieh Florenz ihn an Manchester United. Ein Jahr später folgte die Leihe zu Fenerbahçe Istanbul.

### Nationalmannschaft
Amrabat hatte im Spätherbst 2010 und im Frühjahr 2011 vier Spiele für die niederländische U-15-Auswahl bestritten, ehe er für Marokko auflief. Mit der marokkanischen U-17-Mannschaft nahm er 2013 an der U17-Weltmeisterschaft in den Vereinigten Arabischen Emiraten teil, bei der Marokko im Achtelfinale mit 1:2 der Mannschaft der Elfenbeinküste unterlag. Amrabat spielte drei der vier Turnierspiele seiner Mannschaft.
Im März 2015 stand Amrabat erstmals im Kader der A-Nationalmannschaft, verfolgte das Testspiel gegen Uruguay jedoch nur von der Ersatzbank. Sein Debüt für Marokko gab er schließlich im März 2017 in einem Testspiel gegen Tunesien. Er stand im Kader Marokkos für die Fußball-Weltmeisterschaft 2018. Nach einem 2:2-Unentschieden gegen Spanien und zwei 0:1-Niederlagen gegen Portugal und den Iran schied Marokko als letzter der Gruppe B aus dem Turnier aus. Im letzten Spiel gegen den Iran kam er mit seiner Einwechselung für seinen Bruder Nordin in der 76. Spielminute zu seinem einzigen Turniereinsatz.

## Titel
Niederlande
- Pokalsieger: 2018
- Superpokalsieger: 2018

England
- Pokalsieger: 2024

## Persönliches
Sein Bruder Nordin (* 1987) ist ebenfalls Fußballspieler.